# Bienertia
Bienertia là chi thực vật có hoa trong họ Amaranthaceae.